# 金门路街道
金门路街道是中华人民共和国山东省青岛市市南区下辖的一个街道。

## 行政区划
金门路街道下辖仙游路社区、三明路社区、逍遥社区、大尧社区、天山社区、银川西路社区。